# محلة رأس الكور
محلة رأس الكور حي من الأحياء السكنية التاريخية التي تتألف منها مدينة الموصل القديمة في العراق. يقع إلى الجنوب من محلة المكاوي ويعد من المحلات الكبيرة مساحة نسبيًا، حيث تمتد مساحته من نهر دجلة شرقًا حتى محلة جامع جمشيد غربًا وتمر أجزاؤه الغربية بجامع النبي جرجيس وشارع عارف السماك. كما يتميز بارتفاع مستوى أرضه في الموصل القديمة، حيث يصل ارتفاعها إلى 240 مترًا فوق سطح البحر.

## أصل التسمية
كانت هذه المحلة في السابق منطقة للكور، أي كانت توجد فيها معامل أهلية صغيرة لعمل الجص ولهذا السبب سمّيت بهذا الاسم.

## معالم المحلة
- جامع الشهوان: ويعرف أيضًا بـجامع شيخ الشط.
- كنيسة مارشعيا.

## مشاهير من محلة رأس الكور
- نجم الدين عبد الله، ممثل كوميدي وأستاذ جامعي.